# Bésame y suicídate
Besame y suicídate es el segundo álbum de estudio de la banda de rock alternativo venezolana Zapato 3, lanzado en 1991 por Sonográfica y producido por Durban Laverde. Es el último disco de estudio del grupo con la participación del baterista Diego Márquez, quien fue reemplazado por Rafael Cadavieco en el álbum Separación.
De este álbum se destacan los temas «Uñas asesinas», «Amo las estrellas», «Déjame hablar» y «Azul azul». En este trabajo, cada una de las canciones se complementan con las demás «lo que diversa la escucha y la atención en cada fonograma».

## Canciones
| Lado A |                                   |          |  |
| N.º    | Título                            | Duración |  |
| 1.     | «Déjame hablar»                   | 2:55     |  |
| 2.     | «Ahora estoy sin ti»              | 3:56     |  |
| 3.     | «Tan cerca de ti»                 | 3:39     |  |
| 4.     | «Pantaletas negras (suave suave)» | 3:40     |  |
| 5.     | «Azul azul»                       | 3:17     |  |

| Lado B |                     |          |  |
| N.º    | Título              | Duración |  |
| 6.     | «Amo las estrellas» | 3:53     |  |
| 7.     | «Uñas asesinas»     | 3:19     |  |
| 8.     | «Como un fantasma»  | 3:20     |  |
| 9.     | «Miss dinastía»     | 2:50     |  |
| 30:49  |                     |          |  |

| Canciones exclusivas de la versión en CD |                                 |          |  |
| N.º                                      | Título                          | Duración |  |
| 10.                                      | «Déjame hablar (versión disco)» | 3:56     |  |
| 11.                                      | «Náuseas nocturnas (en vivo)»   | 3:21     |  |
| 12.                                      | «No puedo despegar»             | 4:46     |  |
| 42:52                                    |                                 |          |  |

### Nota
- En la versión lanzada en plataformas de streaming como Amazon Music, YouTube Music y Apple Music, «Amo las estrellas» estaba enlistada bajo el nombre de «Uñas asesinas» por un tiempo.

## Personal

### Zapato 3
- Carlos Segura: voz principal.
- Álvaro Segura: guitarra eléctrica y coros.
- Fernando Batoni: bajo.
- Diego Márquez: batería.

### Músicos invitados
- Durban Laverde: bajo, guitarra hindú, teclados (pista 1) y producción musical.
- Enrique Figueredo: teclados.
- Mauricio Arcas: percusión.
- Milena Paparoni: voz (pista 2).
- Juancho Asuaje: cello.
- José Luis Pimentel: harmónica.

### Créditos adicionales
- Rafael Henríquez: ingeniero de grabación y mezcla.
- Carlos Montezuma, William Silva, Hermes Carreño, Oswaldo Stone y Tita Rojas: asistentes de producción.
- Sandro Maruda: producción ejecutiva.
- Fernando Batoni y Álvaro Segura: diseño gráfico.
- Raquel Cisneros: fotografía.